# M30 (Hongarije)
De M30 is een Hongaarse snelweg die de verbindingsweg vormt tussen de M3 en de stad Miskolc in het noordoosten van het land. De snelweg is geopend in 2004 tot aan de stad Miskolc. Eind oktober 2021 werd de snelweg aangelegd vanaf de kruising Miskolc (Felsőzsolca) - Tornyosnémeti (tot aan de landsgrens met Slowakije).
Momenteel werkt de snelweg M30 als een 87,8 km lange, 2 × 2-baans + stopstrook volwaardige snelweg vanaf het startpunt Emőd tot de grens met Slowakije bij Tornyosnémeti. De weg sluit aan op de E71 (R4) die als autoweg de verbinding vormt naar Kosice en autosnelweg D1.
M0 ·
M1 ·
M2 ·
M3 ·
M4 ·
M5 ·
M6 ·
M7 ·
M8 ·
M9 ·
M15 ·
M19 ·
M25 ·
M30 ·
M31 ·
M35 ·
M43 ·
M44·
M51 ·
M60 ·
M70·
M76·
M80·
M85·
M86